# Governo Costa I
Il Governo Costa I è stato il 21º governo del Portogallo, in carica dal 26 novembre 2015 fino al 26 ottobre 2019 (sebbene dimissionario dal giorno precedente), data in cui è stata conferita la fiducia al successivo Governo Costa II. 
Si trattava di un governo monocolore di minoranza.
Esso è nato in seguito al fallimento della mozione di fiducia dell’esecutivo precedente.

## Situazione parlamentare
| Camera                     | Collocazione     | Partiti                        | Seggi     |
| -------------------------- | ---------------- | ------------------------------ | --------- |
| Assemblea della Repubblica | Governo          | PS (86)                        | 86 / 230  |
| Assemblea della Repubblica | Appoggio esterno | BE (19), CDU (17)              | 31 / 230  |
| Assemblea della Repubblica | Opposizione      | PSD (94), CDS-PP (18), PAN (1) | 113 / 230 |

## Composizione
Partito Socialista (PS)
     Indipendenti
| Carica                                      | Titolare                                  | Titolare | Titolare                                                          | Partito      |
| ------------------------------------------- | ----------------------------------------- | -------- | ----------------------------------------------------------------- | ------------ |
| Primo ministro                              |                                           |          | António Costa                                                     | PS           |
| Esteri                                      |                                           |          | Augusto Santos Silva                                              | PS           |
| Presidenza e Modernizzazione amministrativa |                                           |          | Maria Manuel Leitão Marques                                       | PS           |
| Finanze                                     |                                           |          | Mário Centeno                                                     | Indipendente |
| Difesa                                      |                                           |          | José Alberto Azeredo Lopes (fino al 12 ottobre 2018)              | Indipendente |
| Difesa                                      | João Gomes Cravinho (dal 15 ottobre 2018) |          |                                                                   | Indipendente |
| Amministrazione interna                     |                                           |          | Constança Urbano de Sousa (fino al 18 ottobre 2017)               | Indipendente |
| Amministrazione interna                     |                                           |          | Eduardo Cabrita (fino al 21 ottobre 2017)                         | PS           |
| Giustizia                                   |                                           |          | Francisca Van Dunem                                               | Indipendente |
| Ministro aggiunto                           |                                           |          | Eduardo Cabrita (fino al 21 ottobre 2017)                         | PS           |
| Ministro aggiunto                           | Pedro Siza Vieira (dal 21 ottobre 2017)   |          |                                                                   | PS           |
| Cultura                                     |                                           |          | João Soares (fino all'8 aprile 2016)                              | PS           |
| Cultura                                     |                                           |          | Luís Filipe Castro Mendes (dal 14 aprile 2016 al 15 ottobre 2018) | Indipendente |
| Cultura                                     |                                           |          | Graça Fonseca (dal 15 ottobre 2018)                               | PS           |
| Istruzione                                  |                                           |          | Tiago Brandão Rodrigues                                           | Indipendente |
| Scienza, Tecnologia ed Istruzione superiore |                                           |          | Manuel Heitor                                                     | Indipendente |
| Lavoro, Solidarietà e Sicurezza sociale     |                                           |          | José António Vieira da Silva                                      | PS           |
| Salute                                      |                                           |          | Adalberto Campos Fernandes (fino al 15 ottobre 2018)              | Indipendente |
| Salute                                      | Marta Temido (dal 15 ottobre 2018)        |          |                                                                   | Indipendente |
| Pianificazione ed Infrastrutture            |                                           |          | Pedro Marques                                                     | PS           |
| Economia                                    |                                           |          | Manuel Caldeira Cabral (fino al 15 ottobre 2018)                  | Indipendente |
| Economia                                    |                                           |          | Pedro Siza Vieira (dal 15 ottobre 2018)                           | PS           |
| Ambiente e Transizione energetica           |                                           |          | João Pedro Matos Fernandes                                        | Indipendente |
| Agricoltura                                 |                                           |          | Luís Capoulas Santos                                              | PS           |
| Mare                                        |                                           |          | Ana Paula Vitorino                                                | PS           |